# Parlers gallo-italiques
 (octobre 2009).
Si vous disposez d'ouvrages ou d'articles de référence ou si vous connaissez des sites web de qualité traitant du thème abordé ici, merci de compléter l'article en donnant les références utiles à sa vérifiabilité et en les liant à la section « Notes et références ».
Les parlers gallo-italiques (parfois dénommés gallo-italiens ou langue padane) sont des langues romanes parlées dans le nord de l’Italie et en Suisse,. Ils sont, au sein de la famille des langues indo-européennes, intermédiaires entre les groupes gallo-roman et italo-roman des langues romanes occidentales.

## Caractéristiques
Parmi les caractéristiques typiques des langues gallo-romanes, on remarquera l'affaiblissement des syllabes atones (surtout en émilien et en romagnol), la nasalisation de certaines voyelles, la sonorisation des consonnes occlusives intervocaliques et la réduction des géminées dans la même position (lénition), la chute dans de nombreux cas des consonnes finales et le manque d'épithèse ainsi que la présence, dans de nombreuses variantes de phonèmes vocaliques antérieurs arrondis (/y, ø/, appelées dans le passé des « voyelles troublées »). D'autres caractéristiques sont la résolution palatale autonome du groupe cl-, gl-, la palatisation de ca- et de ga- et le maintien jusqu'à un passé récent de -s,.
En font partie : le piémontais parlé au Piémont, le lombard parlé en Lombardie (subdivisé en lombard occidental, parlé dans les provinces de Milan, Lodi, Novare (Piémont), en Insubrie, dans la Valteline et dans le canton du Tessin, varésien parlé dans la province de Varèse) et le lombard oriental (lmo), parlé dans les provinces de Bergame et de Brescia), le ligure avec ses variantes comme l'intémélien et le monégasque, l'émilien-romagnol parlé en Émilie-Romagne et dans le nord des Marches, dans la Lunigiana, à Saint-Marin et en Lombardie, dans les provinces de Mantoue et de Pavie (langue émilienne, langue romagnole), le gallo-italique de Basilicate et le gallo-italique de Sicile.
Ni le vénitien ni l'istriote ne font partie du gallo-italique.

## Controverse sur le groupe«italien septentrional»

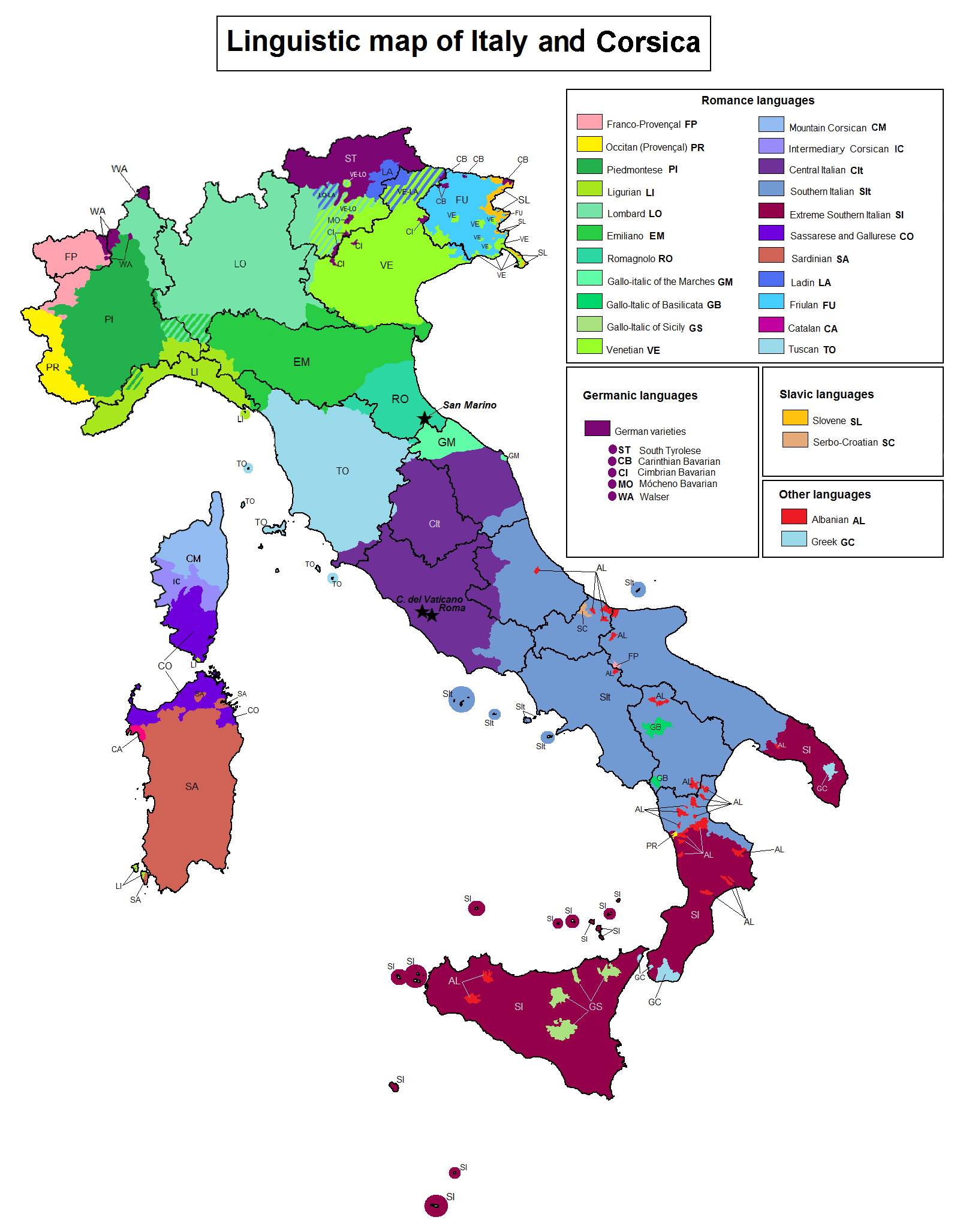
Représentation des langues et dialectes italiens, où les parlers gallo-italiques sont en vert dans le nord de la péninsule

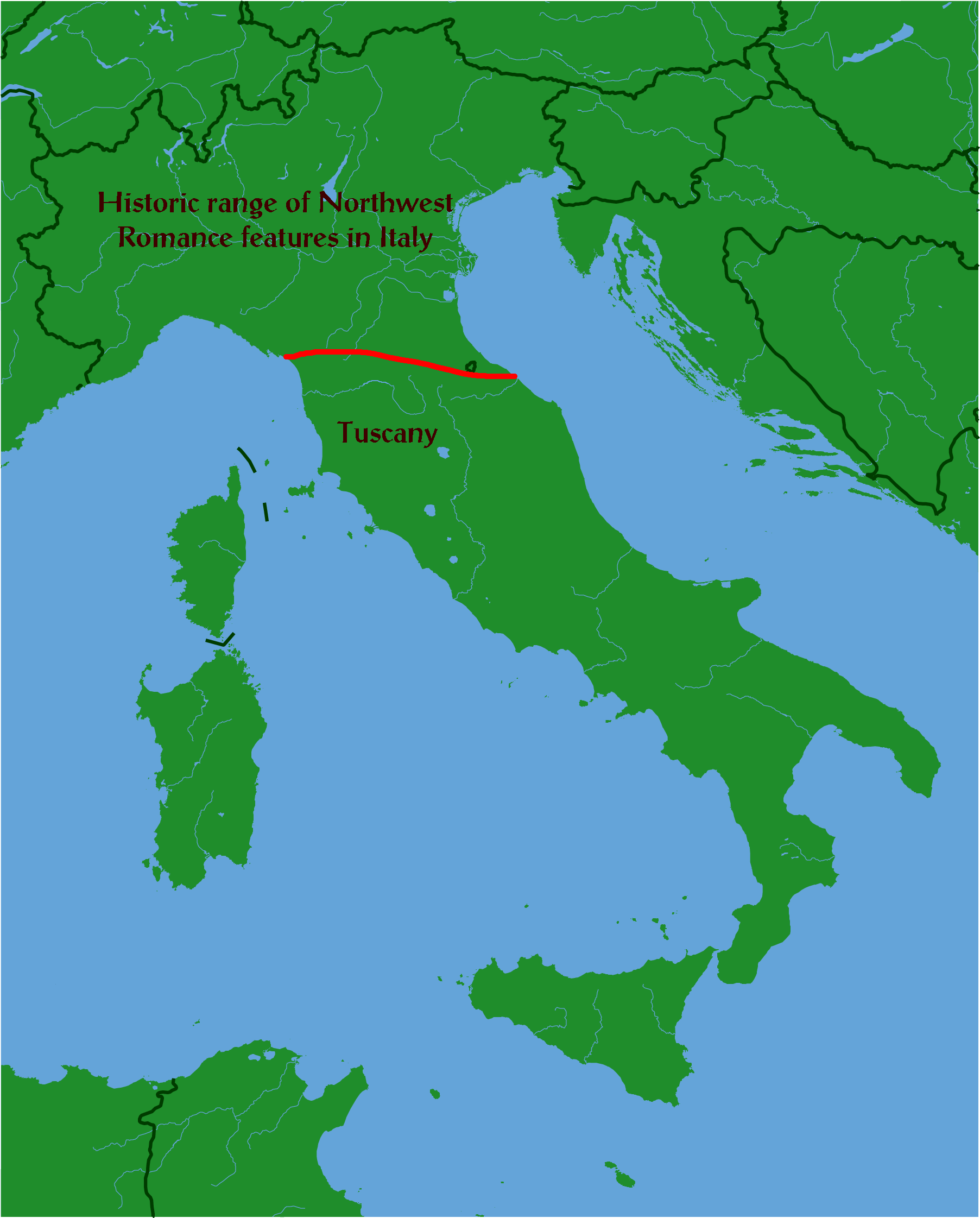
Frontière linguistique selon Def. 2, Ligne Massa-Senigallia.

Frontières linguistiques selon Def. 3.

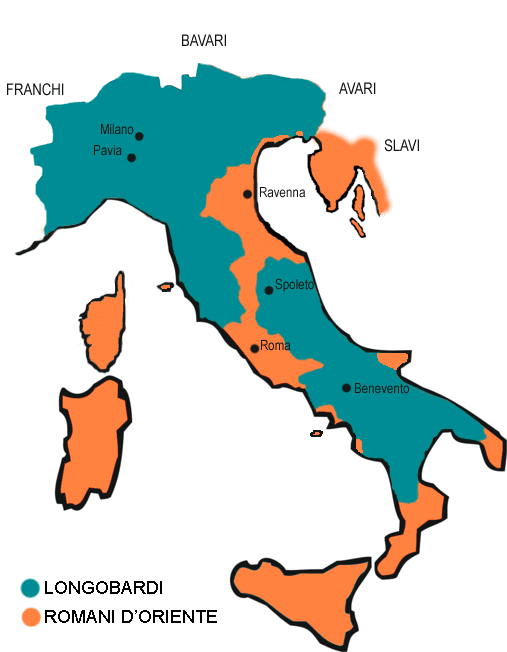
Le superstrat, le royaume lombard sous Rothari (636-652).

L’italien septentrional serait l'ensemble des parlers gallo-italiques, des langues régionales (dialectes) qui appartiennent à la famille des langues romanes — dont est généralement exclu le vénitien considéré à part. Ces dialectes sont parlés dans tout le nord de l'Italie — au nord de la ligne Massa-Senigallia, et dans certaines régions voisines de l'Italie comme le (Tessin et Grisons en Suisse, l'Istrie en Croatie et la Slovénie, ainsi qu'à Monaco et Saint-Marin).
Les définitions données à cet « italien septentrional » sont contradictoires :
- Déf. 1 : C’est un groupe de dialectes de la langue italienne, selon la linguistique romane traditionnelle (par ex. Gian Battista Pellegrini[7], Jacques Allières[8]. Cependant, pour que cette définition soit valable il faut entendre par langue italienne, comme dans les œuvres du linguiste allemand Gerhard Rohlfs[9], l'ensemble des dialectes romans d'Italie (et même le corse), parmi lesquels se dégage l'italien littéraire, dérivé du dialecte florentin de Dante, Boccace et Pétrarque, et langue officielle en Italie, au Tessin (et dans quatre vallées des Grisons) au sud des Alpes, ainsi qu'en Corse, jusqu'en 1853.

- Déf. 2 : Selon Pierre Bec, Heinrich Schmid[10], Andreas Schorta[11], Geoffrey Hull[12],[13] et Sergio Salvi (it)[2], il s’agit d’un système linguistique tout à fait indépendant de l’italien proprement dit.

- Déf. 3 : Certains considèrent chaque dialecte de l'italien septentrional comme une langue indépendante. C'est le cas du Summer Institute of Linguistics et de son site ethnologue.com, ainsi que de la norme ISO 639-3 qui en découle[14],[15]. Cette opinion est rejetée par la majorité des linguistes traditionnels, sauf pour le piémontais, grâce au dynamisme particulier dont il fait preuve[réf. souhaitée]. En ce qui concerne l'usage dans la vie quotidienne, les dialectes de Vénétie qui sont classés à part de cet italien septentrional sont parmi ceux qui ont le mieux survécu à la diffusion de l'italien standard[réf. nécessaire].

### Régions intéressées
La  coupure marquée par la ligne La Spezia-Rimini (appelée de manière moins exacte ligne La Spezia-Rimini), divise les langues romanes en deux grands groupes : la Romania occidentale (incluant l'italien septentrional) et la Romania orientale (incluant l'italien central et méridional). Le groupe gallo-italique est à la fois séparé des autres groupes du nord-est (Vénétie, Trentin, Frioul, Tyrol du Sud) par une ligne qui passe à l'est de Bolzano et par la côte orientale du lac de Garde, au nord de Mantoue et du Pô.  
La limite septentrionale entre l’italien septentrional (y inclus le rhéto-roman) et les autres langues (romanes, germaniques ou slaves) correspond en gros aux frontières politiques entre les divers peuples germaniques dominants après les Invasions barbares, c'est-à-dire entre Lombards, Burgondes, Wisigoths et Bavarois, frontières qui se reflètent dans le superstrat linguistique des langues romanes actuelles :
- Italien du Nord (moins le romagnol : la Romagne appartenait à l'Empire byzantin) : la langue des Lombards (Langobardi)  ;
- Occitan : la langue des Wisigoths ;
- Francoprovençal : la langue des Burgondes ;
- Français : la langue des Francs ;
- Galicien : la langue des Suèves.

Vers le nord, l'italien du Nord (et le rhéto-roman) font frontière avec le haut-allemand suisse, dérivé de la langue des Alamans et le haut-allemand bavarois, dérivé de la langue des Bavarois (parlé actuellement en Autriche et au Tyrol du Sud). Cette zone, la Romania submersa, connait un processus de substitution linguistique du rhéto-roman. À l'est, l'italien du Nord (et le frioulan rhéto-roman) sont actuellement limitrophes de deux langues slaves: le slovène et le croate.

### Classification et tableau comparatif
L'on trouvera[style à revoir] ci-dessous un essai de classification de ces langues régionales (ou dialectes, selon le point de vue). Une erreur fréquente consiste à confondre le « gallo-italique » — avec substrat celtique — avec tout le « nord-italien », alors qu'il n'en est qu'une partie, les dialectes de Vénétie en effet n'ont pas de substrat celtique :
| Classification                  | Classification               | Classification                                                         | Superstrat             | Substrat                                                             | Phrase                                                       | Territoire |
| ------------------------------- | ---------------------------- | ---------------------------------------------------------------------- | ---------------------- | -------------------------------------------------------------------- | ------------------------------------------------------------ | --- |
| Latin                           | Latin                        | Latin                                                                  |                        |                                                                      | (Illa) Claudit semper fenestram antequam cenet.              | |
| Florentin                       | Italien (florentin moderne)  | Italien (florentin moderne)                                            | Lombard                | Étrusque                                                             | (Ella) chiude sempre la finestra prima di cenare.            | |
| Florentin                       | Toscan (florentin classique) | Toscan (florentin classique)                                           | Lombard                | Étrusque                                                             | Lei la 'hiude sempre la finestra pria di'ccenà.              | |
| Gallo-italique ou gallo-italien | Piémontais                   | Piémontais                                                             | Lombard                | Celtique (Celtes), ligure ancien                                     | Chila a sara semper la fnestra dnans ëd fé sin-a             | Piémont : provinces de Turin, Coni (it. Cuneo), Asti, Verceil (it. Vercelli), Biella, Alexandrie (it. Alessandria) (partiellement)                                                                               |
| Gallo-italique ou gallo-italien | Ligure                       | Ligure, ou ligurien ou génois (y compris le monégasque e l'intémélien) | Lombard                | Celtique (Celtes), ligure ancien                                     | Lê a særa sénpre o barcón primma de çenâ.                    | Ligurie : de Vintimille à La Spezia; enclaves: Monaco, Bonifacio en Corse, îlots de San Pietro et Sant'Antioco en Sardaigne); royasque (brigasque inclus), parler de la haute Roya, de transition vers l'occitan |
| Gallo-italique ou gallo-italien | Ligure                       | Ligure tabarquin                                                       | Lombard                | Celtique (Celtes), ligure ancien                                     | Lé a sère fissu u barcun primma de çenò.                     | |
| Gallo-italique ou gallo-italien | Lombard                      | Lombard occidental                                                     | Lombard                | Celtique (Celtes)                                                    | (Lee) la sara semper su la fenèstra primma de sena.          | Lombardie : Milan, Lodi, région du lac Majeur, provinces piémontaises de Novare et Verbania; sud de la Suisse, Tessin; Pavie (avec des traits émiliens); Crémone(avec des traits orientaux).                     |
| Gallo-italique ou gallo-italien | Lombard                      | Lombard oriental (it)                                                  | Lombard                | Celtique (Celtes)                                                    | (Lé) la sèra sèmper sö la finèstra prima de senà.            | Bergame, Brescia et Crema (ex République de Venise) ; Mantoue (avec des traits mixtes) |
| Gallo-italique ou gallo-italien | Émilien-romagnol             | Émilien, bolonais                                                      | Lombard                | Celtique (Celtes)                                                    | (Lî) la sèra sänper la fnèstra prémma ed dsnèr.              | Émilie-Romagne : Émilie: Plaisance, Parme, Reggio Emilia, Modène, Bologne |
| Gallo-italique ou gallo-italien | Émilien-romagnol             | Romagnol, fanois (Fano, nord des Marches)                              | Grec byzantin          | Celtique (Celtes)                                                    | Lìa chìud sèmpr la fnestra prema'de cnè.                     | Émilie-Romagne : Romagne, Saint-Marin, nord des Marches |
| Vénitien                        | Vénitien                     | Vénitien                                                               | Lombard                | Vénète                                                               | (Eła) ła sàra/sèra senpre el balcón vanti senàr/dixnàr.      | Venise, Padoue, Vérone, Trévise, Belluno, Trente |
| Rhéto-roman                     | Ladin                        | Ladin nonois (Val di Non, Trento)                                      | Lombard                | Rhétique                                                             | (Ela) la sera semper la fenestra inant zenar.                | |
| Rhéto-roman                     | Romanche                     | Romanche                                                               | Lombard, haut-allemand | Rhétique                                                             | Ella clauda/sèrra adina la fanestra avant ch'ella tschainia. | |
| Rhéto-roman                     | Frioulan                     | Frioulan                                                               | Lombard                | Celtique (Carnii, donc un peu différent des celtes plus occidentaux) | Jê e siere simpri il barcon prin di cenâ.                    | |
| Istriote                        | Istriote                     | Istriote                                                               |                        | Celtique (Celtes)                                                    | Gila insiera senpro lo balcon preîma da senà.                | Côte sud de l'Istrie, istr. Rovèigno, it. Rovigno; cr. Rovinj, en Croatie. |
| Occitan                         | Occitan                      | Occitan                                                                | Gotique (Wisigoths)    | Celtique (Celtes), ligure ancien, aquitain                           | (Ela) barra totjorn la fenèstra abans per/de sopar.          | |
| Francoprovençal                 | Francoprovençal              | Francoprovençal                                                        | Burgonde (Burgondes)   | Celtique (Celtes)                                                    | Lè sare tozhor la fenètra devan ke sopâ.                     | |
| Français                        | Français                     | Français                                                               | Francique (Francs)     | Celtique (Celtes)                                                    | Elle ferme toujours la fenêtre avant de dîner/souper.        | |

Le groupe italien septentrional est composé du sous-groupe gallo-italique et du vénitien, et parfois de l'istriote. La classification de l'istriote est difficile et controversée. On le considère[style à revoir] généralement soit comme un type particulier de vénitien, soit comme un dialecte distinct du vénitien, soit encore comme un idiome intermédiaire entre le vénitien et le dalmate.
D'après Pierre Bec, dans le passé, il a dû exister une certaine unité diachronique entre l' italien du Nord et le groupe rhéto-roman : romanche en Suisse, ladin et frioulan en Italie. Ce lien étroit et évident a été étudié plus à fond par le linguiste australien Geoffrey Hull, déjà cité (voir plus haut, définition 2).

### Italien régional septentrional
Si les dialectes (ou langues locales) italiens septentrionaux sont comparables au wallon ou à l'occitan, l'italien régional de Milan est comparable au français de Liège ou de Montpellier, dans lequel il est possible de distinguer des variations phonétiques et certains usages communs. À titre d'exemple, les consonnes doubles (géminées) sont parfois réduites à des consonnes simples fatto (fr. fait), ayant plus ou moins la même valeur que fato (fr. sort) (car il y a une subtile différence de longueur de la voyelle, qui les distingue). Le s est toujours sonore (comme dans fr. « rose » entre deux voyelles (rosa, cosa, caso) et la nasalisation des voyelles suivies d'un n ou d'un m est très sensible, comme en français, à cause de l'influence du substrat celtique. 
L'ordre de la phrase est plus proche du français : SVO (sujet-verbe-objet), tandis que la norme grammaticale de l'italien permet l'inversion libre, en fonction de l'intonation : « a casa, sei stato? » (« Est-ce chez toi que tu es rentré ? »). L'on souligne alors emphatiquement l'importance d'être rentré « chez soi », au lieu de « sei stato a casa? », mais cette inversion est bien plus rare au nord. 
Dans tout le Nord, il est fréquent d'entendre un interlocuteur dire bon (o nasalisé) au moment de prendre congé ou de changer de sujet de conversation.